# Scalmicauda amphion
Scalmicauda amphion är en fjärilsart som beskrevs av Sergius G. Kiriakoff 1968. Scalmicauda amphion ingår i släktet Scalmicauda och familjen tandspinnare. Inga underarter finns listade.